# Mimeresia discirubra
Mimeresia discirubra är en fjärilsart som beskrevs av Talbot 1937. Mimeresia discirubra ingår i släktet Mimeresia och familjen juvelvingar. Inga underarter finns listade i Catalogue of Life.